# Titularbistum Zephyrium
Das Bistum Zephyrium (ital.: Diocesi di Zefirio lat.: Dioecesis Zephyriensis) ist ein Titularbistum der römisch-katholischen Kirche. Es bezieht sich auf die antike Stadt Zephyrium bzw. spätere Hadrianopolis, das heutige Mersin in der Südost-Türkei. Die altgriech. Bezeichnung ist Zephyrion (Ζεφύριον), im Neugriechischen Mersini (Μερσίνη).
| Titularbischöfe von Zephyrium |                         |                                                    |                   |                  |
| Nr.                           | Name                    | Amt                                                | von               | bis              |
| 1                             | Jean-Jacques Crouzet CM | Apostolischer Vikar von Fort-Dauphine (Madagaskar) | 1. August 1886    | 8. Januar 1933   |
| 2                             | Antonín Eltschkner      | Weihbischof in Prag (Tschechoslowakei)             | 10. Februar 1933  | 22. Februar 1961 |
| 3                             | André Charles Collini   | Koadjutorbischof von Ajaccio (Frankreich)          | 7. September 1962 | 26. Juli 1966    |